# Michał Piela
Michał Piela (sinh ngày 21 tháng 12 năm 1978 tại Katowice) là một diễn viên người Ba Lan.

## Sự nghiệp
Michał Piela tốt nghiệp Học viện Nghệ thuật Sân khấu Quốc gia Aleksander Zelwerowicz ở Warsaw vào năm 2003. Anh diễn xuất trên sân khấu tại nhiều nhà hát ở Warsaw, nhưng nổi bật nhất là Nhà hát Współczesny (2007-2011). Ngoài ra, anh còn là gương mặt quen thuộc trong hàng chục bộ phim điện ảnh và phim truyền hình Ba Lan. Trong đó, Michał Piela nổi tiếng với các phim như: Glina (2003), Ojciec Mateusz (từ năm 2008) và To nie tak jak myślisz, kotku (2008). Bên cạnh sự nghiệp diễn xuất, anh còn tham gia lồng tiếng cho các bộ phim và trò chơi video.

## Thành tích nghệ thuật
Dưới đây liệt kê các phim điện ảnh và phim truyền hình có sự góp mặt của Michał Piela:
- 2001: Pokój na czarno _ Henryk
- 2001: Plebania _ Grzesio
- 2002: Wiedźmin
- 2002: Na jelenie _ Zdzisław
- 2003: Plebania
- 2003: Magiczne drzewo
- 2003: Kasia i Tomek _ Mikołaj
- 2003–2008: Glina _ Grzegorz "Pulpet" Stańczak
- 2003: Czarno to widzę
- 2004: Serce gór
- 2004: Pensjonat pod Różą _ Maksymilian Kozioł
- 2004: Camera Café _ Eryk
- 2005: Rozdroże Cafe
- 2005: Plebania _ Maks
- 2005: Okazja
- 2005: Oda do radości
- 2005: Niania
- 2005: Lokatorzy _ Boguś
- 2005: Lawstorant
- 2005: Kryminalni _ Jarosław Golik
- 2005: Boża podszewka II
- 2006: Trójka do wzięcia
- 2006: Magda M. _ Kamil Zander
- 2006–2007: Królowie śródmieścia
- 2006–2008: Hela w opałach _ Jacek
- 2006–2007: Dwie strony medalu
- 2006: Dublerzy
- 2006: Apetyt na miłość
- 2007: Złotopolscy _ Jerzy Kurek
- 2007: Ryś _ Orzeł
- 2007: Ogród Luizy
- 2007: Na dobre i na złe _ Adam
- 2007: Ja wam pokażę! _ Eugeniusz Bomba
- 2007: Faceci do wzięcia
- 2007: Ekipa
- 2007: Egzamin z życia
- 2007: Determinator
- 2008: To nie tak, jak myślisz, kotku _ Cảnh sát
- 2008: Teraz albo nigdy!
- 2008: Rozmowy nocą _ Misiek
- Từ năm 2008: Ojciec Mateusz _ Mieczysław Nocul
- 2008: Niezawodny system
- 2008: Na kocią łapę
- 2008: Magiczne drzewo
- 2008: Fala zbrodni _ Jacek Haras
- 2008: Czas honoru _ Niemiec Lieshke
- 2009: Zamiana
- 2010: Śluby panieńskie
- 2010: Mam Cię na taśmie
- 2011: Sztos 2 _ Marian Lachoń
- 2012: Hotel 52 _ Aleksander Greszta
- 2012: Być jak Kazimierz Deyna
- 2014: Wkręceni
- 2014: Na krawędzi 2 _ Jakub Szamałek
- 2014: Baron24
- 2016: 7 rzeczy, których nie wiecie o facetach
- 2017: O mnie się nie martw _ Ryszard Ziółkowski
- Từ năm 2018: 1983
- 2019: Nerd _ Karczyk